# Talbot (acteur)
Pour les articles homonymes, voir Talbot (homonymie) et Montalant.
Denis-Stanislas Montalant, dit Talbot, est un acteur français né le 27 juin 1824 à Paris et mort le 20 décembre 1904 dans cette même ville.

## Biographie

### Enfance
Denis-Stanislas Montalant naît le 27 juin 1824 rue Saint-Denis[réf. nécessaire] à Paris où son père est marchand épicier[réf. nécessaire].

### Études et carrière
En 1849, il étudie au Conservatoire de Paris, où il fait partie de la classe de Pierre-François Beauvallet, et y obtient un premier accessit de comédie en 1850. La même année, il débute au théâtre de l'Odéon par le rôle d'Othello d'Othello ou le Maure de Venise de William Shakespeare, joué dans l'adaptation de Jean-François Ducis. Puis, il rencontre un succès avec son rôle de Harpagon de L'Avare de Molière,.
Il entre assez rapidement à la Comédie-Française,, en 1856, parrainé par son beau-père Geoffroy. Pendant six ans, il interprète tous les rôles de « financiers », comiques et tragiques ; il produit deux succès avec L’Honneur et l'Argent de François Ponsard et Mauprat de George Sand. En plus de perpétuer son interprétation de Harpagon qui devient son « rôle triomphal », il débute également avec George Dandin et L'École des femmes, qui demeurent, avec Le Malade imaginaire, également de Molière, Bartholo du Barbier de Séville et Antonio du Mariage de Figaro de Pierre-Augustin Caron de Beaumarchais, ses prestations classiques les plus notables et appréciées. Il interprète en outre des pièces de contemporains comme Émile Augier et Mario Uchard. En 1859, il devient le 282e sociétaire de la Comédie-Française.
En 1872, il quitte la troupe, demande la liquidation de sa pension de retraite et abandonne la scène pour se consacrer au professorat. Il enseigne donc à la salle de la Tour d'Auvergne, petit théâtre de la rue parisienne du même nom, où des débutants viennent s'essayer. Talbot y présentait ses jeunes élèves chaque dimanche soir devant un public qui n'hésitait parfois pas à interrompre le jeu pour laisser place à un échange entre un spectateur et une comédienne. Certains de ses élèves connaîtront une certaine notoriété, parmi lesquels Baron, Réjane, Antonia Laurent, Joseph Joumard et Albert Carré,.
Malgré sa retraite entamée en 1879, il donne encore des représentations dans les années 1890, notamment quelques-unes dans le rôle principal de Pallaisse au théâtre des Batignolles. Ces passages ne sont pas jugés brillants, ce que Talbot, à un âge déjà avancé, reconnaît lui-même. En 1894, il réapparait à la Comédie-Française pour jouer Triboulet du roi s'amuse, au cours d'une représentation extraordinaire. Un an avant sa mort, il joue encore L'Avare et Le Tartuffe ou l'Imposteur de Molière en province.

### Décès
Il meurt à son domicile — sis 44 rue des Martyrs dans le 9e arrondissement de Paris dans lequel il habitait depuis une cinquantaine d'années —, le matin du 20 décembre 1904, à 7 h selon son acte de décès,,. Ses obsèques sont célébrées le 22 décembre à 10 h en l'église Notre-Dame-de-Lorette de Paris ; on y compte une assistance nombreuse, dont la présence des sociétaires de la Comédie-Française Coquelin aîné et son fils Jean Coquelin, Georges Dorival, Georges Baillet mais également du romancier et dramaturge Jules Claretie. Il est inhumé au cimetière du Montparnasse où Louis Leloir prononce un discours.

## Vie privée
Il épouse Rose Florentine Geoffroy[réf. nécessaire], fille du comédien Geoffroy,, le 3 juillet 1855, à Paris[réf. nécessaire].

## Descriptions et critiques
Le journal quotidien Le Gaulois le décrit comme étant un « très bras homme » et qui n'aurait « qu'un défaut, celui de se croire de beaucoup supérieur à sa réputation ».
Le site web de la Comédie-Française le décrit comme étant « un honnête comédien, laborieux, parfois un peu trop outré, mais d'une rare conscience professionnelle ».

## Théâtre

### Carrière à laComédie-Française
Entrée  en 1856
Nommé 282e sociétaire en 1859
Départ en 1879
- 1856 : George Dandin de Molière : Dandin, puis Sotenville
- 1856 : Le Mariage de Figaro de Beaumarchais : Bartholo, puis Brid'oison
- 1856 : Les Plaideurs de Jean Racine : Chicaneau, puis Dandin
- 1856 : Tartuffe de Molière : Orgon
- 1857 : Le Barbier de Séville de Beaumarchais : Bartholo
- 1858 : Dom Juan ou le Festin de pierre de Molière : le mendiant, puis M. Dimanche (en alternance)
- 1858 : Le Mariage de Figaro de Beaumarchais : Antonio
- 1860 : L'École des maris de Molière : Sganarelle
- 1861 : Les Fourberies de Scapin de Molière : Géronte
- 1862 : Le Bourgeois gentilhomme de Molière : le maître de philosophie
- 1863 : Eugénie de Beaumarchais : Cap. Cowerly
- 1864 : Moi d'Eugène Labiche et Édouard Martin : Fourcinier
- 1864 : La Comtesse d'Escarbagnas de Molière : Harpin
- 1875 : Le Philosophe sans le savoir de Michel-Jean Sedaine : le baron d'Esparville
- 1877 : Chatterton d'Alfred de Vigny : John Bell

### Hors Comédie-Française
- 1855 : L'Honneur et l'argent de François Ponsard, théâtre de l'Odéon : un vieux monsieur